# Medaille voor het Redden van Levens (Saksen-Altenburg)
De Medaille voor het Redden van Levens (Duits: Lebensrettungsmedaille) was een in 1890 ingestelde onderscheiding van het kleine Duitse hertogdom Saksen-Altenburg.
De medaille werd door de regerende hertog Ernst I van Saksen-Altenburg ingesteld en was bestemd voor personen die een ander uit levensgevaar hadden gered.
De tussen 1892 en 1908 verleende zilveren medaille van Ernst I draagt op de voorzijde de kop van Ernst I met het rondschrift ERNST HERZOG VON SACHSEN ALTENBURG. Op de keerzijde staat binnen een gedetailleerd afgebeelde eikenkrans de tekst FÜR RETTUNG AUS LEBENSGEFAHR.
De tussen 1908 en 1918 verleende zilveren medaille van Ernst II draagt op de voorzijde de kop van Ernst II met het rondschrift ERNST II HERZOG VON SACHSEN ALTENBURG. Op de keerzijde staat binnen een wat grover afgebeelde eikenkrans de tekst FÜR RETTUNG AUS LEBENSGEFAHR.
Men droeg de medaille aan een lint op de linkerborst.